# LaRena Clark
LaRena LeBarr Clark (* 21. November 1904 bei Pefferlaw/Ontario; † 3. Mai 1991 in Orillia/Ontario) war eine kanadische Folksängerin.

## Leben
Clark wuchs in verschiedenen Städten im Norden Kanadas auf, wo ihr Vater und ihr Großvater als Jäger, Fallensteller und Bootsbauer lebten. Im Kreise ihrer Familie lernte sie ein großes Repertoire von englischen Balladen, Music-Hall-Songs, Country- und Westernsongs und kanadischen Holzfällerliedern kennen.
1961 traf sie in Gordon in der Nähe von Ottawa die Musikethnologin Edith Fowke. Diese erkannte ihre Bedeutung als Quelle für kanadische traditionelle Musik und ihre Begabung als Sängerin und nahm eine Reihe von Songs mit ihr auf, die sie auf der LP LaRena Clark: A Canadian Garland veröffentlichte. In der Folge hatte Clark Auftritte bei lokalen Radiosendern und bei Folkfestivals in Kanada und den USA.
Ab 1975 lebte sie in Hawkstone, wo sie bei ihrem eigenen Label neun LPs produzierte. Die Folklore Studies Association of Canada zeichnete sie 1987 mit der Marius Barbeau Medal aus. Ihre Biographie A Family Heritage: LaRena Clark's Story and Songs, verfasst von Edith Fowke und Jay Rahn, erschien 1994 bei der University of Calgary Press.